# Super Nintendo Entertainment System
Super Nintendo Entertainment System (SNES pe scurt) este o consolă de jocuri pe 16 biți, lansată de Nintendo în Japonia în 1990. SNES a urmat Nintendo Entertainment System (NES) și a fost a doua consolă de jocuri produsă de Nintendo. În Japonia este cunoscută sub numele de Super Famicom. A avut succes atât în Japonia, cât și pe piața internațională, inclusiv în Europa, unde NES nu s-a vândut foarte bine.

## Istoric
Chiar dacă NES a obținut o popularitate uriașă, a fost în 1988 pus sub presiunea unei concurențe puternice din partea Sega Mega Drive (Sega Genesis in America de Nord), care a fost mult mai avansată și puternică decât NES. Nintendo a recunoscut că a avut nevoie de o nouă consolă pentru a-și menține avantajul în industria de console de jocuri. Ca un răspuns, SNES a fost lansat pe 21 noiembrie 1990 în Japonia și s-a dovedit un real succes încă de la bun început, fiind ajutată mult de jocul Super Mario World, care a devenit cel mai vândut joc pentru sistem. În plus, SNES s-a vândut mult mai bine în Japonia decât Mega Drive și a dominat piața japoneză.
SNES a sosit în SUA în 1991 și s-a stabilit în Europa în anul următor. Spre deosebire de situația din Japonia însă, competiția între SNES și Mega Drive pe piața internațională a devenit strânsă și feroce, și rivalitatea între Nintendo și Sega a ajuns la culmea intensității. Până la urmă, SNES a "cucerit" SUA, pe când Mega Drive a "cucerit" Europa. În total, SNES a vândut mai bine decât Mega Drive, cu 49.000.000 de console vândute.
În 1996, SNES a fost urmată de Nintendo 64, și chiar dacă producția de SNES nu a fost oprită imediat, soarele a apus pentru acest sistem. În România, consola a fost distribuită oficial la mijlocul anilor '90 de către Omnitoys.

## Jocuri
La fel ca NES, SNES a găzduit multe jocuri bazate pe numeroasele serii de la Nintendo, atât serii deja stabilite (The Legend of Zelda, Donkey Kong și Mario), cât și serii care au debutat pe SNES (precum Star Fox și F-Zero). În plus, SNES s-a bucurat de un sprijin solid din partea mai multor companii japoneze de jocuri, precum Capcom, Konami, Tecmo, Square Co., Ltd., Koei, și Enix. Unele jocuri de SNES au fost recreate pentru Game Boy Advance, ca Super Mario World sau A Link to The Past.